# Orden del Cóndor de los Andes
La Condecoración Nacional de la Orden del Cóndor de los Andes es la más alta distinción que otorga el Estado Plurinacional de Bolivia a personas e instituciones nacionales o extranjeras, por eminentes servicios, civiles o militares, prestados a la nación y a la humanidad. 
Fue creada mediante Decreto Supremo del 18 de abril de 1925, año del centenario de Bolivia, y  elevado a la categoría de Ley de la República el 10 de octubre de 1941.
La Orden del Cóndor de Los Andes, en el territorio del Estado Plurinacional de Bolivia, tiene primacía sobre cualesquier otra distinción nacional o extranjera, debiendo ser colocada en primer lugar.

## Grados de la Orden
Existen seis grados: Gran Collar, Gran Cruz, Gran Oficial, Comendador, Oficial y Caballero.:
Los tres primeros grados sólo pueden ser otorgados con la aprobación del Senado de Bolivia.
Los tres siguientes grados son conferidos a través de una resolución suprema emitida por el Presidente de Bolivia.
- Gran Collar, reservada exclusivamente a jefes de Estado y/o de Gobierno extranjero.
- Gran Cruz  reservada a Ministros de Relaciones Exteriores, diplomáticos, miembros destacados de organismos internacionales.
- Gran Oficial
- Comendador reservada a científicos,  investigadores y escritores)
- Oficial
- Caballero

| Cintas      | Cintas    | Cintas       | Cintas     | Cintas  | Cintas    |
| ----------- | --------- | ------------ | ---------- | ------- | --------- |
| Gran Collar | Gran Cruz | Gran Oficial | Comendador | Oficial | Caballero |

La Dignidad y el Título de Gran Maestro de la Orden Nacional del Cóndor de los Andes, corresponde al Presidente Constitucional del Estado en el Grado de Gran Collar. El Ministro de Relaciones Exteriores y Culto ejerce el cargo de Canciller de la Orden en el Grado de Gran Cruz, y el director general de Ceremonial del Estado, ejerce la Secretaría de la Orden, en el Grado de Gran Oficial. Las mencionadas autoridades conforman el Consejo de la Orden, al que también pertenecen tres exministros de Relaciones Exteriores y Culto de los tres últimos periodos constitucionales.
El Presidente Constitucional del Estado Plurinacional de Bolivia luego de fenecido su mandato, conservará en propiedad la Condecoración.
Es atribución del Presidente del Estado Plurinacional, conferir la Orden del Cóndor de Los Andes mediante una Resolución Suprema, previa decisión unánime del Consejo de la Orden que deberá estudiar todos los requisitos y méritos de la persona o institución propuesta.
Las solicitudes para la otorgación de la Condecoración Nacional de la Orden del Cóndor de Los Andes serán dirigidas por escrito al Ministerio de Relaciones Exteriores y Culto, que dispondrá la elaboración de un expediente que haga constar todos los antecedentes del candidato exhaustivamente detallados, los méritos y servicios prestados a la Nación y a la humanidad. Este expediente será remitido al Consejo de la Orden para su análisis y dictamen por unanimidad. Esta Condecoración en sus Grados de Gran Collar, Gran Cruz y Gran Oficial no podrá otorgarse sin la aprobación del Honorable Senado Nacional. El Presidente de la República concederá la Condecoración Nacional de la Orden del Cóndor de Los Andes a los bolivianos y extranjeros que se hubiesen hecho acreedores a esta distinción aún después de fallecidos, en el testimonio de gratitud nacional por sus méritos y servicios eminentes.

### Grado de Gran Collar
| Año  | Galardonado               |                                   |
| ---- | ------------------------- | --------------------------------- |
| 1955 | João Café Filho           | Presidente de Brasil              |
| 1956 | Ricardo Arias Espinosa    | Presidente de Panamá              |
| 1958 | Alfredo Stroessner        | Presidente de Paraguay            |
| 1960 | Adolfo López Mateos       | Presidente de México              |
| 1961 | Sukarno                   | Presidente de Indonesia           |
| 1961 | Arturo Frondizi           | Presidente de Argentina           |
|      | Alan García               | Presidente de Perú                |
| 2007 | Luiz Inácio Lula da Silva | Presidente de Brasil              |
|      | Jacques Chirac            | Presidente de Francia             |
| 2013 | Nicolás Maduro            | Presidente de Venezuela           |
| 2015 | Jorge Mario Bergoglio     | Papa Francisco                    |
|      | Heinz Fischer             | Presidente de Austria             |
| 2017 | Teodoro Obiang Nguema     | Presidente de Guinea Ecuatorial   |
| 2016 | Pedro Pablo Kuczynski     | Presidente de Perú                |
| 2018 | Pedro Sánchez             | Presidente del Gobierno de España |
| 2021 | Pedro Castillo            | Presidente de Perú                |

### Grado de Gran Cruz
| Año  | Galardonado                |                                                   |
| ---- | -------------------------- | ------------------------------------------------- |
| 1954 | Alfredo Stroessner         | presidente de Paraguay (Gran Cruz Extraordinaria) |
| 1963 | Josip Broz Tito            | fundador y presidente de Yugoslavia               |
| 1966 | Haile Selassie             | emperador de Etiopía                              |
| 1971 | Alberto Raposo Lopes       | Embajador de Brasil                               |
| 1972 | Felipe, Duque de Edimburgo | Duque de Edimburgo                                |
| 1978 | Sunao Sonoda               | Ministerio de Relaciones Exteriores de Japón      |
| 2016 | Susana Malcorra            | canciller argentina                               |
| 2016 | Guillaume Long             | canciller de Ecuador                              |

### Grado de Gran Oficial
| Año  | Galardonado     |                             |
| ---- | --------------- | --------------------------- |
| 1953 | Carter Goodrich | economista norteamericano   |
| 2003 | Eliana Leonidov | bailarina y coreógrafa rusa |

### Grado de Comendador
| Año  | Galardonado               |                                                                                              |
| ---- | ------------------------- | -------------------------------------------------------------------------------------------- |
| 1977 | Javier del Granado        | poeta boliviano                                                                              |
| 1986 | Flavio Machicado Viscarra | divulgador de la música clásica, creador de “Las Flaviadas”                                  |
| 2008 | Club The Strongest        | institución deportiva boliviana                                                              |
| 1955 | Vicente Rojo Lluch        | militar republicano español y catedrático de la Escuela de Comando y Estado Mayor de Bolivia |
| 2005 | Carlos Ponce Sanginés     | arqueólogo investigador                                                                      |

### Grado de Oficial
| Año  | Galardonado                            |                                                                          |
| ---- | -------------------------------------- | ------------------------------------------------------------------------ |
|      | Organización Mundial de la Salud (OMS) |                                                                          |
|      | Konrad Adenauer                        | canciller de Alemania                                                    |
|      | Merle Tuve                             | científico estadounidense                                                |
|      | Federico Ahlfeld                       | científico alemán                                                        |
| 1958 | Club The Strongest                     | institución deportiva boliviana                                          |
| 1960 | Horacio Guzmán                         | gobernador de Jujuy                                                      |
| 1964 | Mariano Peró                           | empresario boliviano (póstumo)                                           |
| 1965 | Jonny von Bergen                       | Empresario Alemán                                                        |
| 1977 | Elisa Morales de Morales               | Maestra (Primera Directora Mujer) Colegio Simón Bolívar - Colegio Alemán |
| 1999 | Fraternidad Morenada Central Oruro     | Organización cultural y devocional de la Virgen del Socavón              |

### Grado de Caballero
| Año  | Galardonado                  |                                   |
| ---- | ---------------------------- | --------------------------------- |
| 1956 | Gilberto Rojas Enríquez      | compositor boliviano              |
| 1996 | Felipe de Bélgica            | Rey de los belgas                 |
| 2012 | Domitila Barrios de Chungara | líder obrera, (póstumo)           |
| 2013 | Ernesto Galarza              | activista mexicano estadounidense |
| 2014 | Chila Jatun                  | grupo folclórico                  |
| 2013 | Ernesto Cavour               | artista, músico y compositor      |
| 2022 | Matilde Casazola             | artista, música y compositora     |